# Felsőtárkány
Felsőtárkány è un comune dell'Ungheria di 3.457 abitanti (dati 2001). È situato nella contea di Heves.